# Sodden Jackal
Sodden Jackal è l'EP d'esordio del gruppo doom metal dei The Obsessed. Le tre tracce presenti nell'EP verranno inserite anche nella loro raccolta Incarnate.

## Tracce
1. Sodden Jackal – 2:57
2. Iron and Stone – 1:29
3. Indestroy – 4:13

## Crediti
- Scott Weinrich - voce e chitarra
- Mark Laue - basso
- Dave The Slave - batteria